# Rivulus kuelpmanni
Rivulus kuelpmanni är en fiskart som beskrevs av Berkenkamp och Etzel, 1993. Rivulus kuelpmanni ingår i släktet Rivulus och familjen Rivulidae. IUCN kategoriserar arten globalt som otillräckligt studerad. Inga underarter finns listade i Catalogue of Life.